# Hassan Beyt Saeed
 Hassan Beyt Saeed (tiếng Ba Tư: حسن بیتسعید, sinh ngày 1990 ở Susangerd, Iran) là một tiền đạo bóng đá người Iran hiện tại thi đấu cho Foolad ở Persian Gulf Pro League. Beyt Saeed đoạt danh hiệu cầu thủ xuất sắc nhất Azadegan League mùa giải 2014–15.

## Sự nghiệp

### Foolad Novin
Beyt Saeed gia nhập Foolad Novin vào mùa đông năm 2013. Anh là một phần của Foolad Novin trong việc lên chơi tại Azadegan League năm 2014 và ở Persian Gulf Pro League năm 2015.

### Esteghlal Khuzestan
Anh gia nhập Esteghlal Khuzestan vào mùa hè năm 2015. Anh có màn ra mắt cho Ahvazi side ngày 30 tháng 7 năm 2015. Anh ghi 2 bàn ngày 6 tháng 8 năm 2015 trong thắng lợi 2–1 trước Persepolis.

### Esteghlal
Beyt Saeed gia nhập Esteghlal vào tháng 7 năm 2017. Tuy nhiên, sau một mùa giải thất vọng, anh rời câu lạc bộ sau 6 tháng và chính thức hủy hợp đồng ngày 16 tháng 12 năm 2017.

### Foolad
Beyt Saeed gia nhập Foolad ngày 18 tháng 12 năm 2017.

## Thống kê sự nghiệp câu lạc bộ
Tính đến 10 tháng 5 năm 2016.
| Câu lạc bộ          | Hạng đấu            | Mùa giải            | Giải vô địch | Giải vô địch | Cúp Hazfi | Cúp Hazfi | Châu Á  | Châu Á    | Tổng    | Tổng      |
| Câu lạc bộ          | Hạng đấu            | Mùa giải            | Số trận      | Bàn thắng    | Số trận   | Bàn thắng | Số trận | Bàn thắng | Số trận | Bàn thắng |
| ------------------- | ------------------- | ------------------- | ------------ | ------------ | --------- | --------- | ------- | --------- | ------- | --------- |
| Foolad Novin        | Hạng đấu 2          | 2012–13             |              |              | –         | –         | –       | –         |         |           |
| Foolad Novin        | Hạng đấu 2          | 2013–14             | 17           | 4            | 1         | 0         | –       | –         | 18      | 4         |
| Foolad Novin        | Hạng đấu 1          | 2014–15             | 20           | 7            | 2         | 2         | –       | –         | 22      | 9         |
| Esteghlal Kh.       | Pro League          | 2015–16             | 30           | 9            | 2         | 0         | –       | –         | 32      | 9         |
| Esteghlal Kh.       | Pro League          | 2016–17             | 28           | 10           | 1         | 0         | 8       | 1         | 37      | 11        |
| Esteghlal           | Pro League          | 2017–18             | 9            | 0            | 1         | 0         | –       | –         | 10      | 0         |
| Foolad              | Pro League          | 2017-18             | 1            | 0            | 0         | 0         | –       | –         | 3       | 3         |
| Tổng cộng sự nghiệp | Tổng cộng sự nghiệp | Tổng cộng sự nghiệp | 105          | 30           | 7         | 2         | 8       | 1         | 122     | 36        |

## Danh hiệu

### Câu lạc bộ
Jonoub Sousangerd
- Khouzestan Province League (1): 2012-13

Foolad B
- Azadegan League (1): 2014–15

Esteghlal Khuzestan
- Persian Gulf Pro League (1): 2015–16

### Cá nhân
- Azadegan League Player of the season (1): 2014–15